# Claude Cohen-Tannoudji
Claude Cohen-Tannoudji (Constantina, Argélia), 1 de abril de 1933) é um físico francês.

## Carreira
É professor de Física Atômica e Molecular do Departamento de Física da Escola Normal Superior do Collège de France em Paris. É membro da Pontifícia Academia das Ciências, desde 17 de maio de 1999.
Com Steven Chu e William Daniel Phillips, recebeu o Nobel de Física de 1997, por estudos e desenvolvimento de técnicas para o resfriamento de átomos com laser.
É coautor com Bernard Diu e Franck Laloë de Mechanique Quantique, cuja tradução para o inglês, publicada pela editora John Wiley & Sons, é freqüentemente adotada como livro texto da disciplina nos cursos de graduação em física no Brasil.

## Publicações
As principais obras de Cohen-Tannoudji são dadas em sua homepage.
- Claude Cohen-Tannoudji, Bernard Diu, e Frank Laloë. 1973. Mécanique quantique. 2 vols. Collection Enseignement des Sciences. Paris. ISBN 2-7056-5733-9 (Quantum Mechanics. Vol. I & II, 1991. Wiley, New-York, ISBN 0-471-16433-X & ISBN 0471164356).
- Claude Cohen-Tannoudji, Gilbert Grynberg e Jacques Dupont-Roc. Introduction à l'électrodynamique quantique. (Photons and Atoms: Introduction to Quantum Electrodynamics. 1997.  Wiley. ISBN 0471184330)
- Claude Cohen-Tannoudji, Gilbert Grynberg e Jacques Dupont-Roc, Processus d'interaction photons-atomes. (Atoms-Photon Interactions : Basic Processes and Applications. 1992. Wiley, New-York. ISBN 0471625566)
- Claude Cohen-Tannoudji. 2004. Atoms in Electromagnetic fields. 2a. Ed.. World Scientific. Coleção de seus papéis mais importantes.